# Třída B (1922)
Třída B byla třída ponorek norského námořnictva. Celkem bylo postaveno šest jednotek této třídy. Norské námořnictvo je provozovalo v letech 1923–1940. Za druhé světové války čtyři ponorky ukořistili Němci, kteří dvě zařadily do služby v Kriegsmarine.

## Stavba
Celkem bylo postaveno šest jednotek této třídy. Ponorky byly navrženy americkou loděnicí Electric Boat Company. V licenci je postavila norská námořní loděnice Karljohansvern verft v Hortenu. Do služby byly přijaty v letech 1923–1930.
Jednotky třídy B:
| Jméno | Založení kýlu | Spuštěn           | Vstup do služby | Osud |
| ----- | ------------- | ----------------- | --------------- | --- |
| B1    | 1915          | 1. srpna 1922     | 1923            | V červenci 1940 unikla do Velké Británie. Do července 1944 využívána ve výcviku. Prodána do šrotu 1946.                        |
| B2    |               | 15. srpna 1923    | 1924            | Dne 9. dubna 1940 v Kristiansandu ukořistěna Němci. Sešrotována.                                                               |
| B3    |               | 25. ledna 1924    | 1926            | Dne 9. dubna 1940 v Tromsö potopena vlastní posádkou.                                                                          |
| B4    |               | 19. prosince 1923 | 1927            | Dne 9. dubna 1940 v Hortenu ukořistěna Němci. Sešrotována.                                                                     |
| B5    | 1925          | 17. června 1929   | 1929            | Dne 11. dubna 1940 v Kristiansandu ukořistěna Němci. V listopadu 1940 zařazena jako UC1. Sloužila ve výcviku. Vyškrtnuta 1942. |
| B6    | 1925          | 4. září 1929      | 1930            | Dne 18. května 1940 ve Florø ukořistěna Němci. V listopadu 1941 zařazena jako UC2. Sloužila ve výcviku. Vyškrtnuta 1944.       |

## Konstrukce

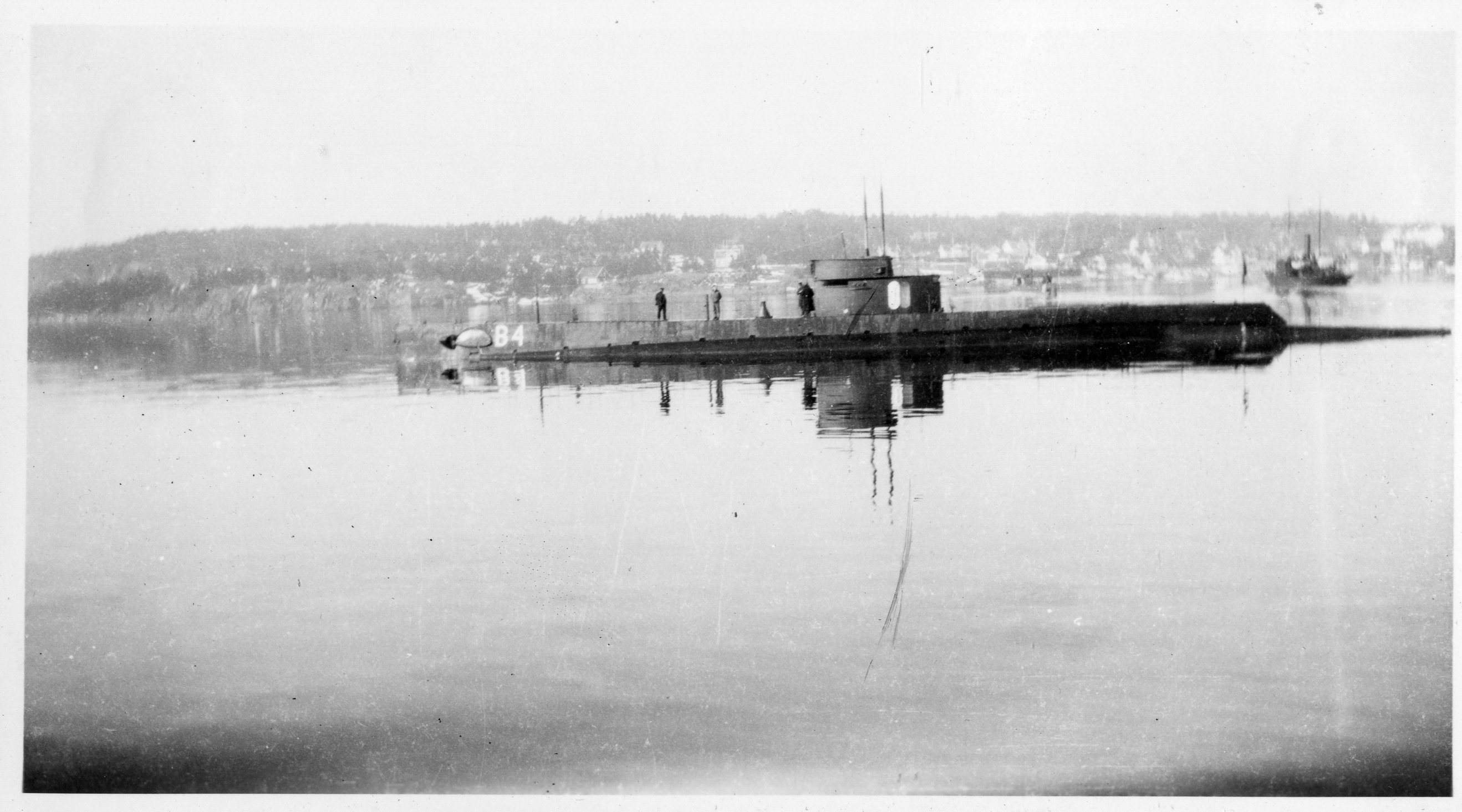
Ponorka B4

Ponorky měly jednoplášťovou konstrukci. Vyzbrojeny byly jedním 76mm kanónem Bofors a čtyřmi příďovými 457mm torpédomety se zásobou šesti torpéd. Pohonný systém tvořily dva diesely Sulzer o výkonu 900 hp a dva elektromotory o výkonu 700 hp, pohánějící dva lodní šrouby. Nejvyšší rychlost dosahovala 14,5 uzlu na hladině a 10,5 uzlu pod hladinou. Dosah byl 2 900 námořních mil při rychlosti devět uzlů na hladině a 150 námořních mil při rychlosti tří uzlů pod hladinou. Operační hloubka ponoru dosahovala šedesát metrů.